# Challenger de Antalya 2021
El torneo Antalya Challenger 2021 fue un torneo profesional de tenis. Perteneció al ATP Challenger Series 2021. Se disputó en su 1ª edición sobre superficie tierra batida, en Antalya, Turquía entre el 25 al el 31 de enero de 2021.

## Jugadores participantes del cuadro de individuales
| Favorito | País                  | Jugador             | Rank1 | Posición en el torneo |
| -------- | --------------------- | ------------------- | ----- | --------------------- |
| 1        | Bandera de España     | Jaume Munar         | 110   | CAMPEÓN               |
| 2        | Bandera de Colombia   | Daniel Elahi Galán  | 115   | Primera ronda         |
| 3        | Bandera de Brasil     | Thiago Seyboth Wild | 118   | Primera ronda         |
| 4        | Bandera de Argentina  | Facundo Bagnis      | 125   | Primera ronda         |
| 5        | Bandera de Italia     | Lorenzo Musetti     | 129   | FINAL                 |
| 6        | Bandera de Alemania   | Daniel Altmaier     | 130   | Primera ronda         |
| 7        | Bandera de Eslovaquia | Jozef Kovalík       | 131   | Primera ronda         |
| 8        | Bandera de Argentina  | Leonardo Mayer      | 135   | Segunda ronda         |

- 1 Se ha tomado en cuenta el ranking del 18 de enero de 2021

### Otros participantes
Los siguientes jugadores recibieron una invitación (wild card), por lo tanto ingresan directamente al cuadro principal (WC):
- Marsel İlhan
- Cem İlkel
- Ergi Kırkın

Los siguientes jugadores ingresan al cuadro principal tras disputar el cuadro clasificatorio (Q):
- Duje Ajduković
- Roberto Cid Subervi
- Blaž Kavčič
- Akira Santillán

## Campeones

### Individual Masculino
- Jaume Munar derrotó en la final a  Lorenzo Musetti, 6–7(7), 6–2, 6–2

### Dobles Masculino
- Denys Molchanov /  Aleksandr Nedovyesov derrotaron en la final a  Luis David Martínez /  David Vega Hernández, 3–6, 6–4, [18–16].